# Eliza Doolittle

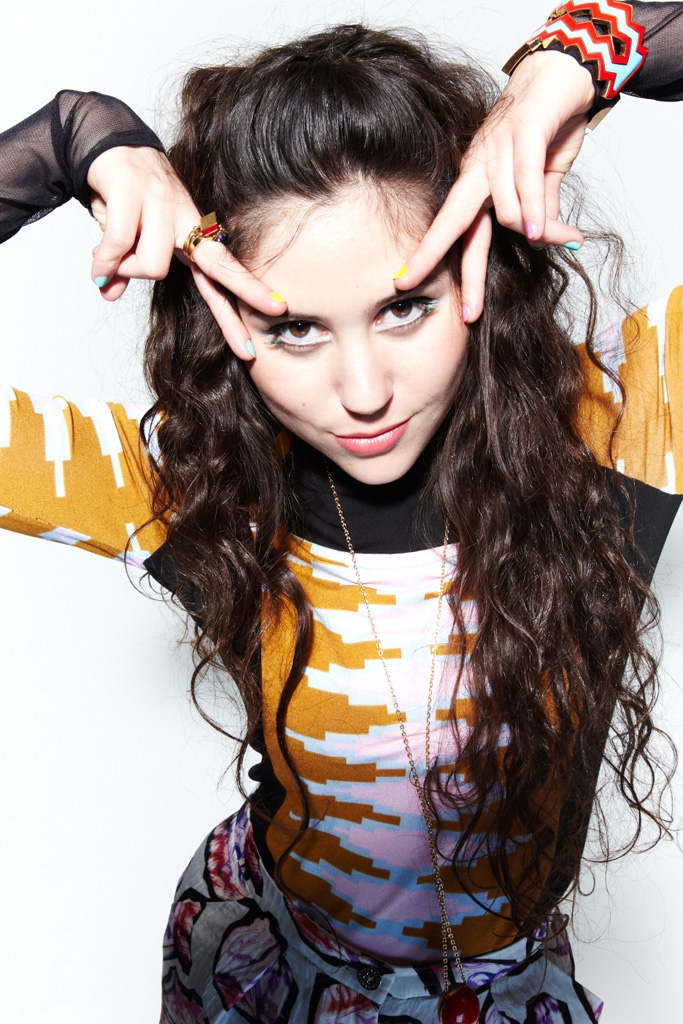
Eliza Doolittle (2010)

Eliza Doolittle (* 15. April 1988 in Westminster, London; eigentlich Eliza Sophie Caird) ist eine britische Singer-Songwriterin und ehemalige Kinderdarstellerin. Ihr Künstlername bezieht sich auf die Figur des armen Blumenmädchens aus dem Musical My Fair Lady.

## Werdegang
Caird ist Tochter des Theater-Regisseurs John Caird und der Musicaldarstellerin Frances Ruffelle. Sie besuchte im Norden Londons die Channing School for Girls in Highgate Village. Erste Bühnenauftritte hatte sie bei der Royal Shakespeare Company in den Adaptionen der Musicals Les Miserables (1996) und The Secret Garden (2000).
Ende November 2009 veröffentlichte sie unter dem Titel Eliza Doolittle eine erste EP. Im April 2010 erschien ihre Debütsingle Skinny Genes, mit der sie die Top 30 der britischen Charts erreichte. Die Aufnahme wurde zudem in einem Werbespot des britischen Bekleidungshandelsunternehmens very.co.uk eingesetzt. Am 12. Juli 2010 erschien ihr erstes Album.
Ihr zweites Album In Your Hands erschien im Oktober 2013.
Sie war von 2011 bis 2012 mit Benji Madden von der Band Good Charlotte liiert.

## Diskografie

### Alben
| Jahr | Titel           | Höchstplatzierung, Gesamtwochen, AuszeichnungChartplatzierungen (Jahr, Titel, Platzierungen, Wochen, Auszeichnungen, Anmerkungen) | Höchstplatzierung, Gesamtwochen, AuszeichnungChartplatzierungen (Jahr, Titel, Platzierungen, Wochen, Auszeichnungen, Anmerkungen) | Höchstplatzierung, Gesamtwochen, AuszeichnungChartplatzierungen (Jahr, Titel, Platzierungen, Wochen, Auszeichnungen, Anmerkungen) | Höchstplatzierung, Gesamtwochen, AuszeichnungChartplatzierungen (Jahr, Titel, Platzierungen, Wochen, Auszeichnungen, Anmerkungen) | Anmerkungen                             |
| Jahr | Titel           | DE | AT | CH | UK | Anmerkungen                             |
| ---- | --------------- | --- | --- | --- | --- | --------------------------------------- |
| 2010 | Eliza Doolittle | — | — | — | UK3 Platin · (46 Wo.)UK | Erstveröffentlichung: 24. Juli 2010     |
| 2013 | In Your Hands   | — | — | — | UK25 (2 Wo.)UK | Erstveröffentlichung: 14. Oktober 2013  |
| 2018 | A Real Romantic | — | — | — | — | Erstveröffentlichung: 12. Dezember 2018 |

### EPs

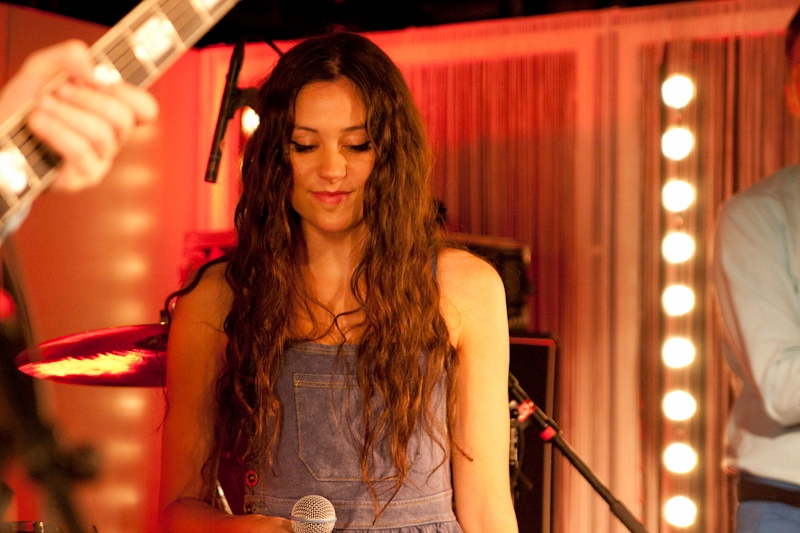
Doolittle bei einem Auftritt in den Q-Musikstudios im Mai 2011

- 2009: Eliza Doolittle
- 2012: Christmas

### Singles als Leadmusikerin
| Jahr | Titel Album                         | Höchstplatzierung, Gesamtwochen, AuszeichnungChartplatzierungen (Jahr, Titel, Album, Platzierungen, Wochen, Auszeichnungen, Anmerkungen) | Höchstplatzierung, Gesamtwochen, AuszeichnungChartplatzierungen (Jahr, Titel, Album, Platzierungen, Wochen, Auszeichnungen, Anmerkungen) | Höchstplatzierung, Gesamtwochen, AuszeichnungChartplatzierungen (Jahr, Titel, Album, Platzierungen, Wochen, Auszeichnungen, Anmerkungen) | Höchstplatzierung, Gesamtwochen, AuszeichnungChartplatzierungen (Jahr, Titel, Album, Platzierungen, Wochen, Auszeichnungen, Anmerkungen) | Anmerkungen                                                 |
| Jahr | Titel Album                         | DE | AT | CH | UK | Anmerkungen                                                 |
| ---- | ----------------------------------- | --- | --- | --- | --- | ----------------------------------------------------------- |
| 2010 | Skinny Genes Eliza Doolittle        | DE42 (24 Wo.)DE | — | CH48 (10 Wo.)CH | UK22 Silber · (15 Wo.)UK | Erstveröffentlichung: 24. April 2010                        |
| 2010 | Pack Up Eliza Doolittle             | DE49 (11 Wo.)DE | — | CH75 (1 Wo.)CH | UK5 Platin · (32 Wo.)UK | Erstveröffentlichung: 17. Juli 2010 zusammen mit Lloyd Wade |
| 2010 | Rollerblades Eliza Doolittle        | — | — | — | UK58 (3 Wo.)UK | Erstveröffentlichung: 30. September 2010                    |
| 2011 | Mr. Medicine Eliza Doolittle        | — | — | — | — | Erstveröffentlichung: 7. März 2011                          |
| 2013 | Big When I Was Little In Your Hands | — | — | — | UK12 (5 Wo.)UK | Erstveröffentlichung: 28. Juli 2013                         |
| 2013 | Let It Rain In Your Hands           | — | — | — | UK55 (1 Wo.)UK | Erstveröffentlichung: Oktober 2013                          |

### Singles als Gastmusikerin
| Jahr | Titel Album     | Höchstplatzierung, Gesamtwochen, AuszeichnungChartplatzierungen (Jahr, Titel, Album, Platzierungen, Wochen, Auszeichnungen, Anmerkungen) | Höchstplatzierung, Gesamtwochen, AuszeichnungChartplatzierungen (Jahr, Titel, Album, Platzierungen, Wochen, Auszeichnungen, Anmerkungen) | Höchstplatzierung, Gesamtwochen, AuszeichnungChartplatzierungen (Jahr, Titel, Album, Platzierungen, Wochen, Auszeichnungen, Anmerkungen) | Höchstplatzierung, Gesamtwochen, AuszeichnungChartplatzierungen (Jahr, Titel, Album, Platzierungen, Wochen, Auszeichnungen, Anmerkungen) | Anmerkungen                                                           |
| Jahr | Titel Album     | DE | AT | CH | UK | Anmerkungen                                                           |
| ---- | --------------- | --- | --- | --- | --- | --------------------------------------------------------------------- |
| 2013 | You & Me Settle | DE88 ×3Dreifachgold · (3 Wo.)DE | AT62 (1 Wo.)AT | CH27 ×2Doppelplatin · (61 Wo.)CH | UK10 ×2Doppelplatin · (41 Wo.)UK | Erstveröffentlichung: 28. April 2013 Disclosure feat. Eliza Doolittle |